# Шахтахтинський Мухаммед-ага Мухаммедтаги Султан-огли
Мухаммед-ага Мухаммедтаги Султан-огли Шахтахтинський — видатний азербайджанський публіцист, просвітитель, сходознавець, мовознавець, педагог і громадський діяч. Дійсний член Міжнародної фонетичної асоціації (1899), член міжнародного Азійського товариства (1900), член Кавказького відділення Імператорського російського географічного товариства (1903).

## Життєпис
Мухаммед-ага Шахтахтинський народився 1846 року в Ерівані (нині Єреван — столиця Вірменії). Навчався в Нахічеванській міській школі. 1863 року закінчив Тифліську класичну чоловічу гімназію. Того ж року в Петербурзі самостійно вивчив німецьку мову. 1869 року закінчив факультет філософії, історії і права Лейпцизького університету. Протягом 1873—1875 років слухав лекції в школі східних мов у Парижі, де він вивчив французьку мову. Писав наукові і художні твори азербайджанською, російською, німецькою, французькою, англійською, арабською, турецькою та перською мовами.

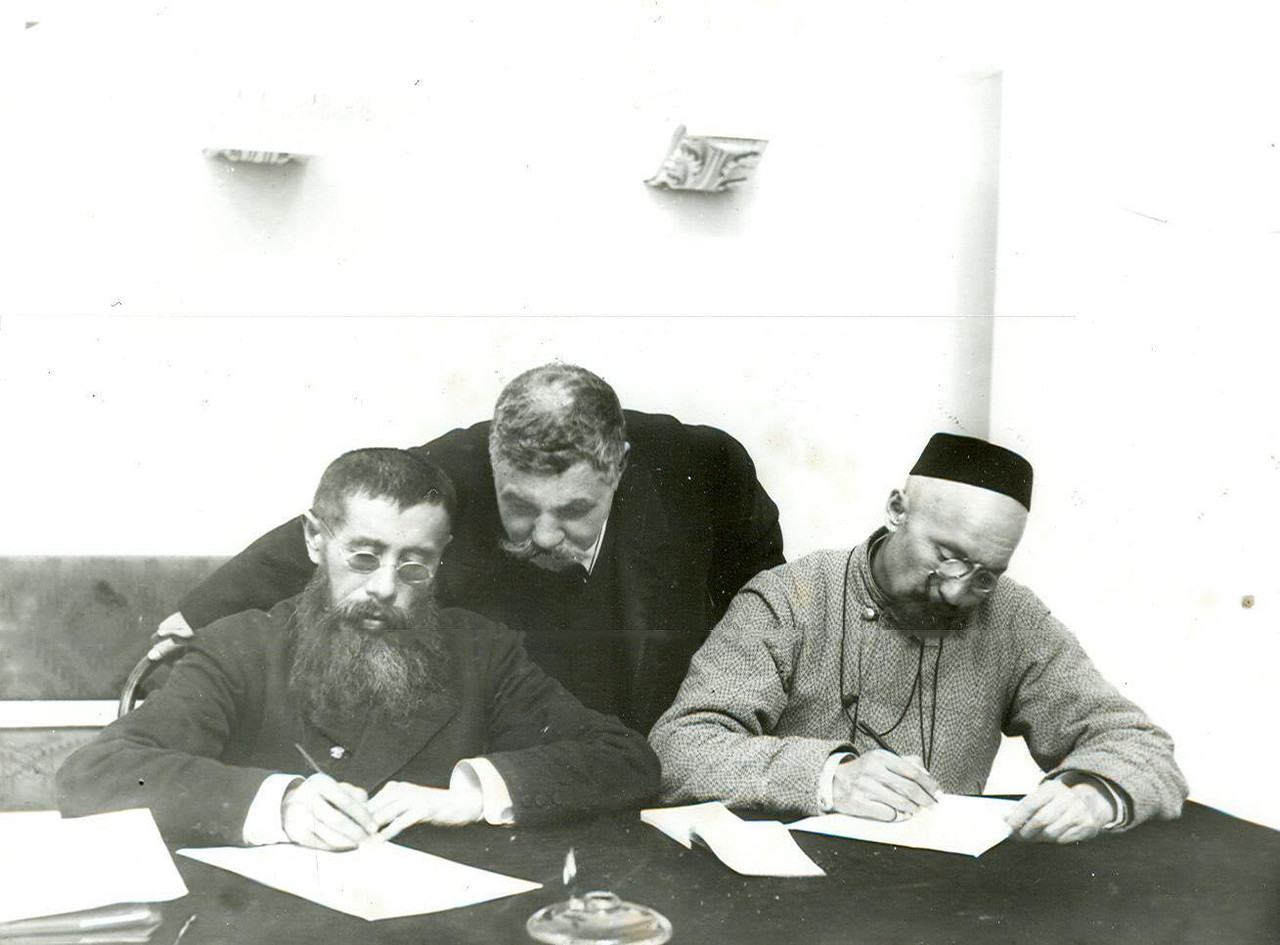
Зліва направо: Каратаєв Бахитжан Бісалійович, Мухаммед-ага Шахтахтинський і Нороконєв Теміргалі Тюбійович

Наукову діяльність розпочав у Німеччині дослідженнями з історії Сходу. В статтях, опублікованих Шахтахтинським у 70-і роки XIX століття, відчувається вплив ліберального народництва. Був послідовником М. Ф. Ахундова в галузі перетворення алфавіту. Вперше в історії перетворення алфавіту на Сході, 1879 року, в Тифлісі опублікував книгу «Вдосконалений мусульманський алфавіт». Деякий час працював у газеті «Московские ведомости» співробітником і спецкором у Стамбулі. В 1891—1893 роках був призначений тимчасовим редактором газети «Каспій». 1898 року намагався видавати газету «Тифліс» азербайджанською мовою, але царська цензура не дозволила. Того ж року Шахтахтинський виїхав до Європи. До 1902 року він жив у Парижі, викладав східні мови в Колеж де Франс. Опубліковані за цей період твори французькою мовою стали предметом суперечок і міркувань у пресі Західної Європи та Америки. М. Шахтахтинський під керівництвом професора П. Пассіна проводив дослідження в галузі фонетики в Університеті Сорбонни і 1901 року отримав почесний диплом Міністерства освіти Франції.
1902 року відкрив у Тифлісі спеціальну друкарню, де з березня 1903 року почав випускати газету «Шаргі-Рус» (Російський Схід). Ця газета відіграла важливу роль в історії азербайджанської літератури і друку. Поряд зі злободенною політичною інформацією в газеті «Шаргі-Рус» приділялася увага значним подіям у житті мусульман Росії. Одночасно в «Шаргі-Рус» публікувалися сучасні літературні твори, серед яких важливе місце займали переклади. «Шаргі-Рус» стала важливим органом, який займався питаннями мови, писемності та національної ідентичності. Газета закликала до використання азербайджансько-тюркської мови і грала роль «праотця азербайджанського літературної мови».
1907 року М. Шахтахтинського обрано депутатом у другу Державну думу від Еріванської губернії. Після розпуску думи працював у редакції газети «Росія» в Петербурзі. Від 1908 до 1918 року жив на Близькому Сході (Туреччина, Ірак, Іран). Після повернення до Азербайджана 1919 року присвятив себе створенню Бакинського університету, читав лекції зі східних мов та літератури. Активно брав участь у реформуванні алфавіту, пропагував перехід на латинську абетку.

## Твори
- Пояснительная записка о фонетической восточной азбуке. Тифлис, 1902;
- Кризис мусульманской жизнеспособности // Турецкий сборник: К событиям на Ближнем Востоке. СПб., 1909.